# Karel Svoboda (lední hokejista)
Karel Svoboda (* 2. prosince 1960, Most) je bývalý český hokejový útočník. Jeho bratrem je hokejista Petr Svoboda. V roce 1986 emigroval. Žije v Montrealu.

## Hokejová kariéra
V československé lize hrál za CHZ Litvínov a Škodu Plzeň. Odehrál 7 ligových sezón, nastoupil ve 240 ligových utkáních, dal 47 gólů a měl 73 asistencí. Do NHL byl draftován v roce 1986 ve 12. kole jako na 246. místě týmem Montreal Canadiens, ale v NHL nikdy nenastoupil. Působil v nižší AHL ve farmářském týmu Montrealu Sherbrooke Canadiens. Dále hrál v německé druhé lize v týmu EV Füssen, ve francouzské lize v Grenoble a v britské lize za Durham Wasps.

## Klubové statistiky
| Sezona    | Klub                 | Soutěž              | Základní část | Základní část | Základní část | Základní část | Základní část | Play-off | Play-off | Play-off | Play-off | Play-off |
| Sezona    | Klub                 | Soutěž              | Z             | G             | A             | B             | TM            | Z        | G        | A        | B        | TM       |
| --------- | -------------------- | ------------------- | ------------- | ------------- | ------------- | ------------- | ------------- | -------- | -------- | -------- | -------- | -------- |
| 1979/1980 | CHZ Litvínov         | 1. liga             | 31            | 0             | 2             | 2             | 6             |          |          |          |          |          |
| 1980/1981 | CHZ Litvínov         | 1. liga             | 36            | 5             | 15            | 20            | 2             |          |          |          |          |          |
| 1981/1982 | CHZ Litvínov         | 1. liga             | 41            | 14            | 15            | 29            | -             |          |          |          |          |          |
| 1982/1983 | CHZ Litvínov         | 1. liga             | 39            | 7             | 13            | 20            | 34            |          |          |          |          |          |
| 1983/1984 | CHZ Litvínov         | 1. liga             | 42            | 12            | 8             | 20            | -             |          |          |          |          |          |
| 1984/1985 | CHZ Litvínov         | 1. liga             | 30            | 1             | 8             | 9             | 24            |          |          |          |          |          |
| 1985/1986 | Škoda Plzeň          | 1. liga             | 21            | 8             | 12            | 20            | -             |          |          |          |          |          |
| 1986/1987 | Sherbrooke Canadiens | AHL                 | 73            | 22            | 46            | 68            | 45            | 11       | 2        | 7        | 9        | 4        |
| 1987/1988 | EV Füssen            | 2. německá liga     | 36            | 32            | 42            | 74            | 30            |          |          |          |          |          |
| 1988/1989 | Grenoble             | 1. francouzská liga | 40            | 36            | 39            | 75            | 22            |          |          |          |          |          |
| 1989/1990 | Grenoble             | 1. francouzská liga | 40            | 36            | 39            | 75            | 22            |          |          |          |          |          |
| 1990/1991 | Grenoble             | 1. francouzská liga | 28            | 15            | 13            | 38            | 24            | 10       | 7        | 7        | 14       | 16       |
| 1993/1994 | Durham Wasps         | 1. britská liga     | 15            | 10            | 13            | 23            | 8             |          |          |          |          |          |